# Instituto Estadual de Florestas (Rio de Janeiro)
O Instituto Estadual de Florestas do Rio de Janeiro foi um órgão ambiental brasileiro do estado do Rio de Janeiro, vinculado à Secretaria de Estado do Ambiente.
Em 12 de janeiro de 2009 foi extinto, com a implantação do Instituto Estadual do Ambiente, que unificou os orgãos ambientais do estado.